# ريم علي (ممثلة)
ريم علي (ولدت 13 نوفمبر 1977 م)، ممثلة ومخرجة سورية.

## حياتها
هي شقيقة الممثلة لويز عبد الكريم وهي زوجة سابقة للممثل والمخرج سامر عمران والد ابنتها مريم. حاصلة على شهادة البكالوريوس من «المعهد العالي للفنون المسرحية» في دمشق دفعة عام 2001، شاركت في العديد من المسرحيات والأفلام والمسلسلات التلفزيونية. كما انضمت عام 2007 بأكاديمية السينما في الأردن، وتخصصت في صناعة الأفلام الوثائقية. بدأت رحلتها كمخرجة عام 2000 عندما قامت بإخراج أول فيلم قصير لها بعنوان «حنين»، ثم عام 2008 أول فيلم وثائقي لها «زبد» الذي شارك بعدد كبير من المهرجانات الدولية.

## أعمالها

### أهم أعمال التلفزيون
| سنة الإنتاج | اسم المسلسل                  | الشخصية      |
| ----------- | ---------------------------- | ------------ |
| 2002        | أبو الطيب المتنبي            | نرد          |
| 2003        | حمام القيشاني - الجزء الخامس | لمى          |
| 2004        | أبو زيد الهلالي              | الشماء       |
| 2004        | حكاية خريف                   |              |
| 2005        | رجال ونساء                   | ربى          |
| 2005        | قرن الماعز                   |              |
| 2005        | نزار قباني                   | بلقيس        |
| 2006        | ندى الأيام                   | سارة         |
| 2007        | رسائل الحب والحرب            | عروبة        |
| 2008        | أسال روحك                    |              |
| 2008        | أهل الغرام - حلقات منفصلة    | عدة شخصيات   |
| 2008        | قمر بني شام                  | هند بنت عتبة |
| 2008        | غفلة الأيام                  | شام          |
| 2008        | الحوت                        | حورية        |
| 2009        | سحابة صيف                    | سناء         |
| 2009        | صدق وعده                     | عناق         |
| 2009        | قلبي معكم                    | أمل          |
| 2010        | السائرون نياما               |              |
| 2011        | ملح الحياة                   |              |
| 2011        | أيوب                         |              |
| 2014        | قلم حمرة                     | صبا          |
| 2017        | أوركيديا                     | خولة         |
| 2021        | تساهيل                       |              |
| 2022        | حضور لموكب الغياب            | جولييت       |
| 2023        | ابتسم أيها الجنرال           |              |
| 2024        | ما اختلفنا                   |              |

### من أعمال السينما
| سنة الإنتاج | الفيلم             | الشخصية |
| ----------- | ------------------ | ------- |
| 2000        | هيام               | هيام    |
| 2003        | ما يطلبه المستمعون |         |
| 2003        | رؤى حالمة          |         |
| 2012        | مريم               |         |

## روابط خارجية
- ريم علي على موقع IMDb (الإنجليزية)
- ريم علي على موقع قاعدة بيانات الأفلام العربية